# Кампала
Кампала (енгл. Kampala) је главни град Уганде и са 1.650.800 становника (2019) њен највећи град. Налази се у дистрикту Кампала на 1.189 метара надморске висине.
Пре доласка Британаца краљ Багунда је изабрао област која ће постати Кампала за своје омиљено ловиште. Област се састојала од бројних брда и мочвара и у њему су живеле бројне врсте антилопа, међу којим импале. По свом доласку Британци су променили име региона у брда импала. На Бугандском то даје Касози Ка Мпала, тако да кад би краљ отишао у лов народ би река краљ је отишао у Ка'мпалу. Име Кампала се појавило.
Модерни град је настао око тврђаве коју је изградио Фредерик Лугард 1890. за Брттанску Источноафричку Компанију. Године 1962, Кампала је заменила Ентебе као главни град. Велики део града је уништен после рата са Танзанијом 1978. и 1979. када је збачен Иди Амин и после грађанског рата који је уследио. 
Кампала се налази у центру државе недалеко од Викторијиног језера. Град је подељен у пет четврти: Кавемпе на северу, Рубага на истоку, Центар, Макинди на истоку и Накава на југу. Као и многи градови Мампала је изграђена на седам брда, мада то није потпуно тачно. Прво брдо је Касуби, које је историјски важно. Друго брдо је Менго, на њему се налази краљевска палата у којој се сада налази суд. Треће брдо је Кибули, на коме се налази џамија. Четврто брдо је Намирембе, на коме се налази протестантска катедрала. Пето брдо је Рубага, на њему се налази католичка катедрала. Шесто брдо је Нсамбиа, на коме се налази болница Нсамбиа. седмо брдо је Кампала, по коме град носи име и где се налазе рушевине Лугардове тврђаве.
У 2015. години ово градско подручје генерисало је процењени номинални БДП од 13,80221 милијарди долара (константни амерички долар из 2011. године), што је било више од половине Угандског БДП-а за ту годину, што указује на значај Кампале за Угандску привреду.
Кампала је међу најбрже растућим градовима у Африци, са годишњом стопом раста становништва од 4,03 процента, по изјави градоначелника града. Мерсер (консултантска фирма са седиштем у Њујорку) редовно рангира Кампалу као најбољи град источне Африке за живот, испред Најробија и Кигалија.

## Географија
Кампала лежи на неколико брда, свега пар километара од обала Викторијиног језера, на надморској висини од 1190  на југу Уганде. Седам значајних брда Кампале су Касуби (престолница Краљевства Буганда), Менго (седише парламента), Кибули (џамија Кибули), Намирембе (англиканска катедрала), Лубага (католичка катедрала Рубага), Нсамбија и Кампала (или Стара Кампала).

### Клима
Кампала има екваторску климу по Кепеновој класификацији климе, али због због тога што лежи на надморској висини од 1190 m има релативно умерену климу, за разлику од од других крајева у истом климатском подручју. Најтоплији месец је јануар кад је просечно око 28 °C. Други аспект климатских прилика у Кампали су две кишне сезоне. Дужа траје од аугуста до децембра, а краћа од фебруара до јуна, тад падне знатно више кише, а највише у априлу, просечно око 175 mm.
| Клима Кампале                                                                       | Клима Кампале | Клима Кампале | Клима Кампале | Клима Кампале | Клима Кампале | Клима Кампале | Клима Кампале | Клима Кампале | Клима Кампале | Клима Кампале | Клима Кампале | Клима Кампале | Клима Кампале    |
| Показатељ \ Месец                                                                   | .Јан.         | .Феб.         | .Мар.         | .Апр.         | .Мај.         | .Јун.         | .Јул.         | .Авг.         | .Сеп.         | .Окт.         | .Нов.         | .Дец.         | .Год.            |
| ----------------------------------------------------------------------------------- | ------------- | ------------- | ------------- | ------------- | ------------- | ------------- | ------------- | ------------- | ------------- | ------------- | ------------- | ------------- | ---------------- |
| Апсолутни максимум, °C (°F)                                                         | 33 (91)       | 36 (97)       | 33 (91)       | 33 (91)       | 29 (84)       | 29 (84)       | 29 (84)       | 29 (84)       | 31 (88)       | 32 (90)       | 32 (90)       | 32 (90)       | 36 (97)          |
| Максимум, °C (°F)                                                                   | 28,6 (83,5)   | 29,3 (84,7)   | 28,7 (83,7)   | 27,7 (81,9)   | 27,3 (81,1)   | 27,1 (80,8)   | 26,9 (80,4)   | 27,2 (81)     | 27,9 (82,2)   | 27,7 (81,9)   | 27,4 (81,3)   | 27,9 (82,2)   | 27,8 (82)        |
| Просек, °C (°F)                                                                     | 23,2 (73,8)   | 23,7 (74,7)   | 23,4 (74,1)   | 22,9 (73,2)   | 22,6 (72,7)   | 22,4 (72,3)   | 22,0 (71,6)   | 22,2 (72)     | 22,6 (72,7)   | 22,6 (72,7)   | 22,5 (72,5)   | 22,7 (72,9)   | 22,73 (72,93)    |
| Минимум, °C (°F)                                                                    | 17,7 (63,9)   | 18,0 (64,4)   | 18,1 (64,6)   | 18,0 (64,4)   | 17,9 (64,2)   | 17,6 (63,7)   | 17,1 (62,8)   | 17,1 (62,8)   | 17,2 (63)     | 17,4 (63,3)   | 17,5 (63,5)   | 17,5 (63,5)   | 17,6 (63,7)      |
| Апсолутни минимум, °C (°F)                                                          | 12 (54)       | 14 (57)       | 13 (55)       | 14 (57)       | 15 (59)       | 12 (54)       | 12 (54)       | 12 (54)       | 13 (55)       | 13 (55)       | 14 (57)       | 12 (54)       | 12 (54)          |
| Количина кише, mm (in)                                                              | 68,4 (2,693)  | 63,0 (2,48)   | 131,5 (5,177) | 169,3 (6,665) | 117,5 (4,626) | 69,2 (2,724)  | 63,1 (2,484)  | 95,7 (3,768)  | 108,4 (4,268) | 138,0 (5,433) | 148,7 (5,854) | 91,5 (3,602)  | 1.264,3 (49,774) |
| Дани са кишом (≥ 1.0 mm)                                                            | 4,8           | 5,1           | 9,5           | 12,2          | 10,9          | 6,3           | 4,7           | 6,7           | 8,6           | 9,1           | 8,4           | 7,4           | 93,7             |
| Релативна влажност, %                                                               | 66            | 68,5          | 73            | 78,5          | 80,5          | 78,5          | 77,5          | 77,5          | 75,5          | 73,5          | 73            | 71,5          | 74,5             |
| Сунчани сати — месечни просек                                                       | 155           | 170           | 155           | 120           | 124           | 180           | 186           | 155           | 150           | 155           | 150           | 124           | 1.824            |
| Извор #1: World Meteorological Organization, Climate-Data.org for mean temperatures |               |               |               |               |               |               |               |               |               |               |               |               |                  |
| Извор #2: BBC Weather                                                               |               |               |               |               |               |               |               |               |               |               |               |               |                  |

## Историја
За историју града значајна је била 1891. када је тадашњи кабака (краљ) Краљевства Буганда сместио своју престолницу на брда Рубага и Менго, где се данас простире Кампала. Због тога је и капетан Фредерик Дилтр Лагард, тадашњи представник Британске источноиндијске компаније одабрао 1890. суседно брдо Кампалу као локацију за своје утврђење и седиште компанијине колоније Уганде. Лугардово утврђење на брду Кампала, око којег се развило насеље, остало је престолница односно седиште администрације и након што је Уганда постала британска колонија све до 1905. када је пресељена у оближњи Ентеббе на обали Викторијиног језера. 
Кампала је 1949. добила статус града, а од 1962. постала је главни град независне Уганде. Од тад је почео убрзани раст града, који је од градића од 46.000 становника израстао у град с преко милион становника.

## Знаменитости
Највећа знаменитост Кампале су Касуби гробнице, округле сламнате гробнице њихових кабака (краљеви Краљевства Буганда) саграђене између 1881. и 1969. на истоименом брду Касуби, које су 1981. године уврштене у Унескову листу места светске баштине у Африци. Једна од већих знаменитости тог новог града је и Музеј Уганде који има збирке посвећене традиционалној музици, археологији и палеонтологији. Град има бројне верске објекте, од муслиманских џамија, хиндуистичких храмова до хришћанских цркава. Импресивна је бела Кибули џамија, англиканска катедрала Намирембе и црква Рубага, као и римокатоличка катедрала св. Петра.

## Становништво
У Кампали су испочетка апсолутна већина били припадници угандског народа Баганда, они су и данас већина, али не толико доминантна, јер су се у град населили и припадници других племена, као и бројни Азијати и Европљани.
| Година        | Становника |
| ------------- | ---------- |
| Попис 1959.   | 46 000     |
| Попис 1969.   | 330 700    |
| Попис 1980.   | 458 503    |
| Попис 1991.   | 774 241    |
| Попис 2002.   | 1 208 544  |
| Процена 2005. | 1 353 236  |
| Процена 2010. | 1 597 900  |

## Привреда
Кампала се налази у најплоднијем делу Уганде, у којем се производе кафа, памук, чај, дуван и шећерна трска. Кампала је и значајни индустријски центар, иако не толико важан као оближња Џинџа (удаљена 64 km у правцу североистока). У граду има доста погона прехрамбене, металне и дрвопрерађивачке индустрије и фабрика за монтажу трактора. Кампала је седиште већине угандских великих подузећа, а град је и трговачко-финансијски центар целе регије смештене око Викторијиног језера.
Кампала је и значајни образовни центар, у граду делује Универзитет Макерере који је дуги низ година једина институција тог ранга у источној Африци. Настао је из школе основане 1911. која је 1922. постала техничка школа, затим 1949. виша школа (универзитетски колеџ), те 1970. независни универзитет.
Кампала је и важно транспортно чвориште из које полази већина цеста у остале делове Уганде и суседне земље, преко града иде жељезничка линија од Касесеа за луку Момбасу у Кенији. Порт Бел, удаљен 10 km источно од центра града, лука је Кампале на Викторијином језеру. Град дели међународни аеродром са суседним Ентебеом, који је удаљен 34 km jugozapadno.

## Партнерски градови
- Кигали

## Галерија
- Менго палата
- Хоризонт Кампале
- Улаз у зграду парламента
- Споменик корака
- Град Кампала ноћу
- Национални стадион Нелсон Мандела, дом националног фудбалског тима, Уганда крејнс
- Споменик независности
- Светилиште Намугонго мученика
- Угандски музеј
- Национално позориште